# Morelia
Morelia je glavni i najveći grad istoimene općine i meksičke države Michoacán. Nalazi se u dolini Guayangareo koja je u središtu Meksika, i premda su na ovim prostorima prije Španjolaca živjeli narodi Taraski i Matlatzinca, grad je osnovan tek 1541. godine.
Osnovao ga je prvi potkralj Nove Španjolske, Antonio de Mendoza, i izvorno ga je nazvao Valladolid. Nakon Meksičkog rata za neovisnost (1810. – 21.) nazvan je Morelia po svećeniku i jednom od vođa revolucije, Joséu Maríji Morelosu, koji je rođen u ovom gradu. 
Grad je upisan na UNESCO-ov popis mjesta svjetske baštine u Sjevernoj Americi 1991. godine kao „predivni španjolski kolonijalni grad u čijem planu se kombiniraju ideje španjolske renesanse sa srednjoameričkim iskustvom, što je vidljivo u izrazito pravilnoj mreži ulica usprkos brdovitom tlu”, ali i zbog „više od 200 građevina bogate arhitektonske povijesti majstorskog spoja srednjovjekovnog duha s renesansnim, baroknim i neoklasicističkim elementima”.

## Povijest
God. 1537. franjevački samostan je osnovan u blizini indijskog sela Guayangareoa u kolonijalnoj pokrajini Michoacán. God. 1541. je naselje oko samostana postao novi pokrajinski glavni grad pod prvim potkraljem Nove Španjolske, Antoniom de Mendozom, koji ga je preimenovao u Valladolid. Iako se 50 plemićkih obitelji nastanilo tamo, kao i mnogi Europljani tijekom nekoliko narednih stoljeća, stanovništvo i dalje, čak i danas, uglavnom bilo indijskog podrijetla.
Grad je isprva bio takmac gradu Pátzcuaro, prvoj biskupiji pokrajine Michoacán de Ocampo, za naslov glavnog grada. Filip II., španjolski kralj, je 1580. godine odlučio da to ipak bude Valladolid u kojemu je ustanovio biskupiju. U isto vrijeme je u Valladolid premješten i Kolegij sv. Nikole Obispa (Colegio de San Nicolás Obispo), najstarija institucija visokog obrazovanja u Meksiku, koji je osnovan 1540. godine u Pátzcuaru. Gospodarski i kulturni život grada je procvjetao tijekom 17. i 18. stoljeća kada su nastale neke od najznačajnijih građevina u gradu.
Grad je zbog svoje važnosti kao intelektualno središte postao jedan od glavnih gradova Meksika i mjesto krvavih sukoba tijekom borbe za neovisnost u prvoj polovici 19. stoljeća. Dvije od vodećih figura revolucije bili su svećenici iz Valladolida, Miguel Hidalgo i Jose Maria Morelos. U čast potonjeg, rodom iz Valladolida, ime grada je promijenjeno u Morelia 1828. god. Nakon što je republika ponovno uspostavljena 1869. godine, grad je ponovno otpočeo svoje gospodarske i kulturne težnje. U novije vrijeme val rasta stanovništva je došao blizu ugrožavanja gradske kulturne baštine.

## Znamenitosti
Unatoč svim povijesnim događajima i poroznoj klimi, te neizbježnim i stalnim urbanim razvojem, Morelia je sačuvao netaknute izvorne građevine od ružičastog kamena i rešetkasti plan ulica. Taj pravilni plan je izvanredan primjer urbanog planiranja u kojima su kombinirane ideje španjolske renesanse sa srednjoameričkim iskustvom, te se ulice prilagođavaju obroncima okolnih brda, a opet slijede izvorni pravilni plan; što su zadržale do dan danas.
Od 249 povijesnih spomenika u gradu, najznamenitijih je 20 javnih zgrada i 21 crkva. Sve spomenike odlikuje karakterističan ružičasti kamen, te odražavaju arhitektonsku povijest grada, otkrivajući majstorstvo i eklektičan spoj srednjovjekovnog duha renesanse, baroka i neoklasicizma.
- Morelijska katedrala
- Atrij Kolegija sv. Nikole (Colegio de San Nicolas)
- Stara sudnica (Antiguo Palacio de Justicia)
- Centar kulture u palači Clavijero
- Crkva sv. Augustina (San Augustin)
- Renesansan kuća Garije Obesa (Casa de García Obeso)
- Morelijski akvedukt
- Javna knjižnica Sveučilišta Michoacana (Biblioteca Pública de la Universidad Michoacana)
- Unutrašnjost knjižnice
- Izlošci u Domu umjetničkih obrta

## Gradovi prijatelji
Morelia ima ugovore o partnerstvu sa sljedećim gradovima:
| - Acapulco, Meksiko - Arequipa, Peru - Atlacomulco, Meksiko - Ávila, Španjolska - Caspueñas, Španjolska - Chilpancingo, Meksiko - Cuautla, Meksiko - Dolores Hidalgo, Meksiko - Fullerton, Kalifornija, SAD - Guanajuato, Meksiko | - Havana, Kuba - Ibagué, Kolumbija - Kansas City, Missouri, SAD - Linares, Španjolska - Madrigal de las Altas Torres, Španjolska - Mexicali, Meksiko - Miguel Hidalgo, Meksiko - Monterey Park (Kalifornija), SAD - Norwalk, Kalifornija, SAD | - Shreveport, SAD - Sopó, Kolumbija - Tepic, Meksiko - Tijuana, Meksiko - Valladolid, Španjolska - Valparaíso, Čile - Yakima, Washington (savezna država), SAD - Zacatecas, Meksiko - Zihuatanejo, Meksiko |

## Vanjske poveznice
- Službena stranica grada